# شركة الصين للمعادن
شركة الصين للمعادن هو شركة صينية للمعادن تداول مقرها في بكين . وهي شركة مملوكة للدولة تحت إشراف مباشر من لجنة مراقبة وإدارة الأصول المملوكة للدولة (SASAC). وتشارك الشركة في إنتاج وتجارة المعادن ، بما في ذلك النحاس والألمنيوم والتنغستن والقصدير والأنتيمون والرصاص والزنك والنيكل .
وهي واحدة من أكبر شركات تجارة المعادن في العالم وأكبر تاجر للحديد والصلب في الصين. تتعامل الشركة مع أكثر من 12 مليون طن من منتجات الصلب سنويًا. كما أنها تتاجر في الحديد وفحم الكوك والفحم والنحاس والزنك والرصاص. بالإضافة إلى تجارة المعادن ، تتاجر الشركة أيضًا في المنتجات الكهربائية وتقوم بتشغيل الشركات التابعة التي تركز على التطوير العقاري والشحن البحري والتعدين والأنشطة الاستثمارية الأخرى.
في الولايات المتحدة ، تعمل الشركة باسم شركة المعادن ، ويقع مقرها الرئيسي في أمريكا الشمالية في يهوكن ، نيو جيرسي ، الولايات المتحدة. وهي عضو في برنامج القيادة الخاص بالأمم المتحدة ، وهي منصة جديدة تم إنشاؤها في يناير 2011 لقيادة الاستدامة المؤسسية.  

## روابط خارجية
- شركة Minmetals الصينية